# 1-es busz (Siklós)
A siklósi 1-es jelzésű autóbusz a város egyetlen buszvonala, ami az Autóbusz-állomástól indulva Máriagyűd városrésze felé közlekedik, majd vissza az állomásra. A viszonylatot a Volánbusz üzemelteti.

## Megállóhelyei
(Helytelen feltűntetés miatt kilométer feltüntetése nélkül.)
| 1 (Autóbusz-állomás ► Köztársaság tér ► Hajdú utca ► Máriagyűd ► Hajdú utca ► Köztársaság tér ► Autóbusz-állomás) | 1 (Autóbusz-állomás ► Köztársaság tér ► Hajdú utca ► Máriagyűd ► Hajdú utca ► Köztársaság tér ► Autóbusz-állomás) | 1 (Autóbusz-állomás ► Köztársaság tér ► Hajdú utca ► Máriagyűd ► Hajdú utca ► Köztársaság tér ► Autóbusz-állomás) | 1 (Autóbusz-állomás ► Köztársaság tér ► Hajdú utca ► Máriagyűd ► Hajdú utca ► Köztársaság tér ► Autóbusz-állomás) | 1 (Autóbusz-állomás ► Köztársaság tér ► Hajdú utca ► Máriagyűd ► Hajdú utca ► Köztársaság tér ► Autóbusz-állomás) | 1 (Autóbusz-állomás ► Köztársaság tér ► Hajdú utca ► Máriagyűd ► Hajdú utca ► Köztársaság tér ► Autóbusz-állomás)     |
| Sorszám (↓) | Megállóhely | Perc (↓) | Perc (↓) | Perc (↓) | Átszállási kapcsolatok                                                                                                |
| --- | --- | --- | --- | --- | --- |
| Az 5 indítás közül csak 1 érinti.                                                                                 | | | | | |
| 0 | Autóbusz-állomás végállomás                                                                                       | 0 | 0 | 0 | 1131, 1134 5411, 5658, 5661, 5662, 5671, 5681, 5813, 5815, 5816, 5830, 5832, 5833, 5835, 5840, 5854, 5855, 5857, 6092 |
| 0+1 | Köztársaság tér                                                                                                   | – | – | 1 | – |
| 0+2 | Hajdú utcai iskola                                                                                                | – | – | 5 | – |
| 1 | Kesztyűgyár | 2 | 2 | 8 | 5661, 5854 |
| 2 | Máriagyűd, újtelep                                                                                                | 5 | 5 | 11 | 5661 |
| 3 | Máriagyűd, szociális otthon                                                                                       | 7 | 7 | 13 | – |
| 4 | Máriagyűd, közösségek háza                                                                                        | 8 | 8 | 14 | 5661, 5854 |
| 5 | Máriagyűd, Járó utca                                                                                              | 9 | 9 | 15 | 5661, 5854 |
| 6 | Kesztyűgyár | 12 | 12 | 18 | 5661, 5854 |
| 6+1 | Hajdú utcai iskola                                                                                                | 15 | – | – | – |
| 6+2 | Köztársaság tér                                                                                                   | 18 | – | – | – |
| 7 | Autóbusz-állomás bejárati út                                                                                      | 19 | 13 | 19 | 5662 |
| 8 | Autóbusz-állomás végállomás                                                                                       | 20 | 14 | 20 | 1131, 1134 5411, 5658, 5661, 5662, 5671, 5681, 5813, 5815, 5816, 5830, 5832, 5833, 5835, 5840, 5854, 5855, 5857, 6092 |